# エマン・アハメド・アブド・エル・アティ
エマン・アハメド・アブド・エル・アティ（Eman Ahmed Abd El Aty、1980年9月9日 - 2017年9月25日）は、世界一重い女性、キャロル・イェーガーに次いで史上2番目に重い女性とされるエジプト人。
しかし、身長141cmのエマンは、170cmのイェーガーよりも身長が低く、BMIと体脂肪率は251.1が最高だった。彼女の最高の体重は約500kgだったと言われている。

## 生い立ち
アブド・エル・アティはエジプト生まれで、アレクサンドリアに住んでいた。家族によると、生まれた時の体重は5kgだった。
その後、彼女は甲状腺の病気に苦しみ、学校をやめなければならなかった。 

## 治療
2017年2月、アブド・エル・アティはインドのマハラシュトラ州ムンバイにあるサイフィー病院を訪れ、そこでマファザル・ラクダワラを団長とする医師団に診察してもらった。その中には、内分泌専門医、胸部専門医、心臓専門医、心臓外科医、肥満外科医2人、集中治療医2人、麻酔医3人が含まれていた。手術後、彼女はムンバイに数ヶ月滞在した。目標は、2回の手術を行い、その後3年半の間に体重を100kg以下にすることだった。
インドで減量治療を受け、約325kgの減量に成功。
2017年5月4日、長期治療のためアラブ首長国連邦へ出発した。 
治療にあたっていた医師たちによると、彼女は「心臓の問題」と「感染性の床ずれ」にも悩まされていたという。彼女はアブダビのブルジール病院で20人の医師団によって治療を受けていた。

## 死去
アブド・エル・アティは2017年9月25日（月）午後4時35分、37歳の誕生日の16日後に、5月の入院以来、UAEアブダビのブルジール病院にて、心臓病や腎機能障害などの基礎疾患の併存による合併症のため死去した。